# Fisher Motor Car
Fisher Motor Car Co. Ltd. war ein kanadischer Hersteller von Automobilen.

## Unternehmensgeschichte
Frank E. Fisher gründete 1914 das Unternehmen in Walkerville. Er wurde Präsident und F. W. Vollans sein Partner. Sie begannen im ehemaligen Werk von Tudhope Motor in Orillia mit der Produktion von Automobilen. Der Markenname lautete Fisher. Pläne für ein neues Werk in Walkerville wurden nicht umgesetzt. Im Jahre 1915 endete die Fahrzeugproduktion. Im April 1915 verließ Fisher das Unternehmen und Vollans wurde neuer Präsident. Bis 1918 entstanden noch kriegswichtige Dinge. Als Zulieferer für die Automobilbranche existierte das Unternehmen bis 1928.

## Fahrzeuge
Im Angebot standen die beiden Modelle 4-36 und 6-48. Sie entsprachen weitgehend den Modellen von Tudhope und wurden aus vorhandenen Teilen montiert.